# Sylvester James Gates

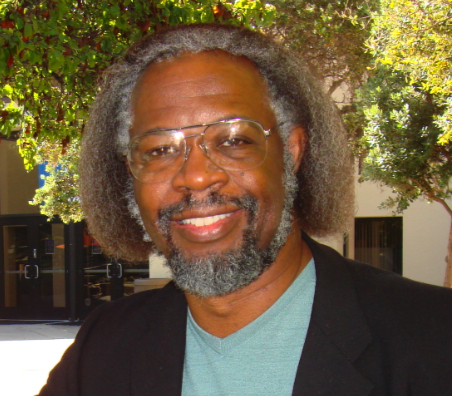
S. James Gates

Sylvester James „Jim“ Gates Junior, häufig S. James Gates zitiert, (* 15. Dezember 1950 in Tampa, Florida) ist ein US-amerikanischer Theoretischer Physiker, der sich mit Supersymmetrie, Quantenfeldtheorie, Supergravitation und Stringtheorie befasst.
Gates studierte Physik am Massachusetts Institute of Technology mit dem Bachelor-Abschluss 1973 sowohl in Mathematik als auch in Physik und der Promotion 1977 über Supersymmetrie (Symmetry principles in selected problems of field theory) bei J. E. Young. Danach war er bis 1980 Junior Fellow an der Harvard University, 1980 bis 1982 am Caltech und 1982 bis 1984 Assistant Professor für Angewandte Mathematik am MIT. 1984 wurde er Associate Professor und seit 1988 ist er Professor an der University of Maryland, College Park. Er ist dort Regents Professor, John S. Toll Professor für Physik und Direktor des Center for String and Particle Theory. Außerdem forscht er am MIT.
1991 bis 1993 war er auch Professor an der Howard University.
Er ist Koautor einer frühen Monographie über Supersymmetrie. Er führte um 2005 graphische Methoden in die supersymmetrische Darstellungstheorie ein, die er nach Symbolen der westafrikanischen Asante Adinkras nannte.
Er trat in mehreren Fernsehsendungen über Superstrings und ähnliche Themen auf, so bei PBS Nova (The Elegant Universe, 2003).
1994 wurde er Fellow der American Physical Society. Er erhielt die National Medal of Science für das Jahr 2011. Gates ist Ehrendoktor der Georgetown University (2001), der Loyola University Chicago (2005) und der University of Western Australia (2010) sowie seit 2011 Mitglied der American Academy of Arts and Sciences, seit 2012 der American Philosophical Society und seit 2013 der National Academy of Sciences. Er war im wissenschaftlichen Beirat von Präsident Barack Obama. Für 2023 wurde Gates die Oersted Medal zugesprochen.

## Schriften
- mit Marcus T. Grisaru, Martin Roček, Warren Siegel: Superspace, or One thousand and one lessons in supersymmetry. Benjamin-Cummings, 1983, arxiv:hep-th/0108200

Bei der Teaching Company veröffentlichte er 2006 vierundzwanzig halbstündige Vorlesungen über Superstring-Theorie auf DVD.